# La Robe rayée
La Robe rayée est un tableau du peintre français Henri Matisse réalisé en 1938. Cette huile sur toile représente une femme assise la tête appuyée sur son poing dans un intérieur à dominante rouge, son ample robe à larges rayures colorées dominant la moitié inférieure de la composition. L'œuvre est conservée à l'Albertina, à Vienne, en Autriche.

## Expositions
- Matisse. Cahiers d'art – Le tournant des années 1930, musée de l'Orangerie, Paris, 2023 — n°150.